# 布贾克 (乌克兰)

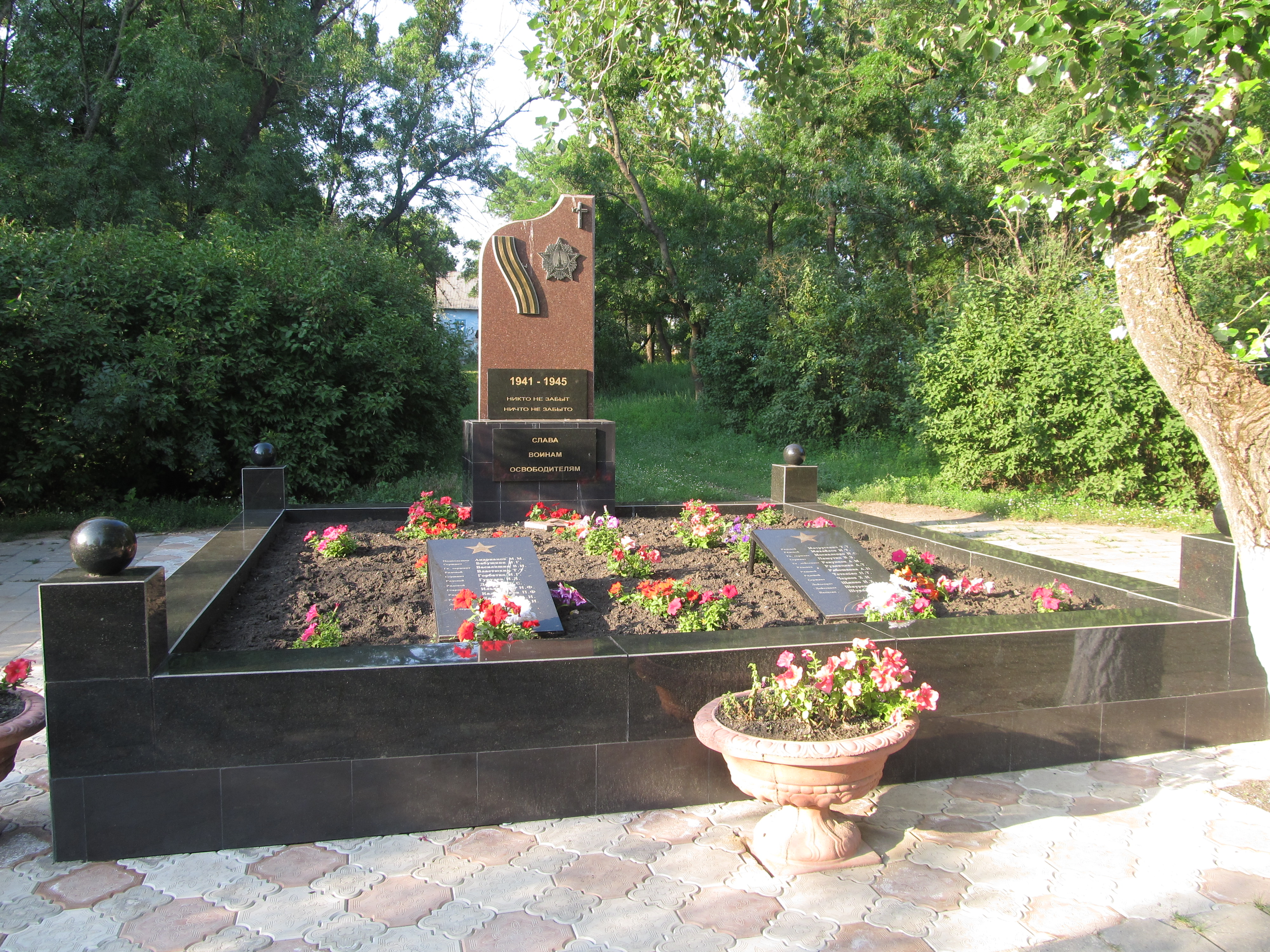
苏联英雄墓

布贾克（烏克蘭語：Буджак），2024年9月前称为博羅季諾，是烏克蘭西南部敖德薩州博爾赫拉德區博罗季诺市镇的鎮及行政中心。始建於1814年，面積3平方公里，海拔高度62米，2011年人口1,661，人口密度每平方公里553.67人。
2024年9月19日，乌克兰最高拉达将此镇的名字改为布贾克。